# Gustavo Maciel
Gustavo Antonio Maciel (* 15. Januar 2002 in Apóstoles) ist ein argentinischer Volleyballspieler.

## Karriere
Maciel begann seine Karriere bei Apóstoles Vóley und spielte dann bei Mundo Vóley. 2020 wechselte er zu Ciudad Vóley. Mit dem Verein gewann der Mittelblocker dreimal die argentinische Meisterschaft und viermal den nationalen Pokal. 2025 gab er sein Debüt in der A-Nationalmannschaft. Mit dem Team nimmt er an der Nations League teil. Zur Saison 2025/26 wechselt Maciel zum deutschen Bundesligisten VfB Friedrichshafen.